# Seventeen
Seventeen (em coreano: 세븐틴; RR: Sebeuntin; estilizado em letras maiúsculas ou como SVT) é um grupo masculino sul-coreano formado pela Pledis Entertainment. O grupo é composto por treze integrantes: S.Coups, Jeonghan, Joshua, Jun, Hoshi, Wonwoo, Woozi, DK, Mingyu, The8, Seungkwan, Vernon e Dino. Ao longo de sua carreira, eles alcançaram um grande público e se tornaram um grupo de K-pop reconhecido internacionalmente por suas músicas e performances características.   
O grupo estreou em 26 de maio de 2015, com o extended play (EP) 17 Carat, que tornou-se o projeto sul-coreano que passou mais tempo na Billboard World Albums naquele ano, bem como foi o único projeto de um ato estreante a aparecer na lista dos "10 Melhores Álbuns de K-pop de 2015" da Billboard. Os EPs FML e Seventeenth Heaven (ambos de 2023) definiram os recordes de maiores números de pré-vendas da história, com FML rendendo ao grupo seu primeiro prêmio de Álbum do Ano no MAMA Awards e tornando-se o álbum mais vendido do ano de acordo com a International Federation of the Phonographic Industry (IFPI).   
Seventeen é considerado um "grupo ídolo autoproduzido", com todos os integrantes profundamente envolvidos na composição, produção, coreografia, dentre outros aspectos de suas canções e performances. Eles se apresentam como um único grupo e são divididos em três unidades—hip-hop, vocal e performance—cada uma com área de especialização diferente. Eles foram rotulados como "Performance Kings", "Theater Kids of K-Pop" e "K-Pop Performance Powerhouse'" por vários meios de comunicação nacionais e internacionais.

## História

### 2013–2016: Formação, primeiros lançamentos eLove & Letter
A partir de 2013, Seventeen apareceu em transmissões ao vivo regulares de um programa chamado 17TV na plataforma de streaming on-line UStream. Durante as transmissões, os fãs foram convidados a assistir a formação do grupo em sua sala de prática. O show teve várias temporadas em que os formandos foram introduzidos ao público, com algumas temporadas terminando com os shows Like Seventeen. Antes da sua estreia Seventeen apareceu como um grupo no reality show Seventeen Project: Big Debut Plan, transmitido pela MBC de 2 a 26 maio de 2015. O show concluiu-se com o showcase de estreia do grupo.

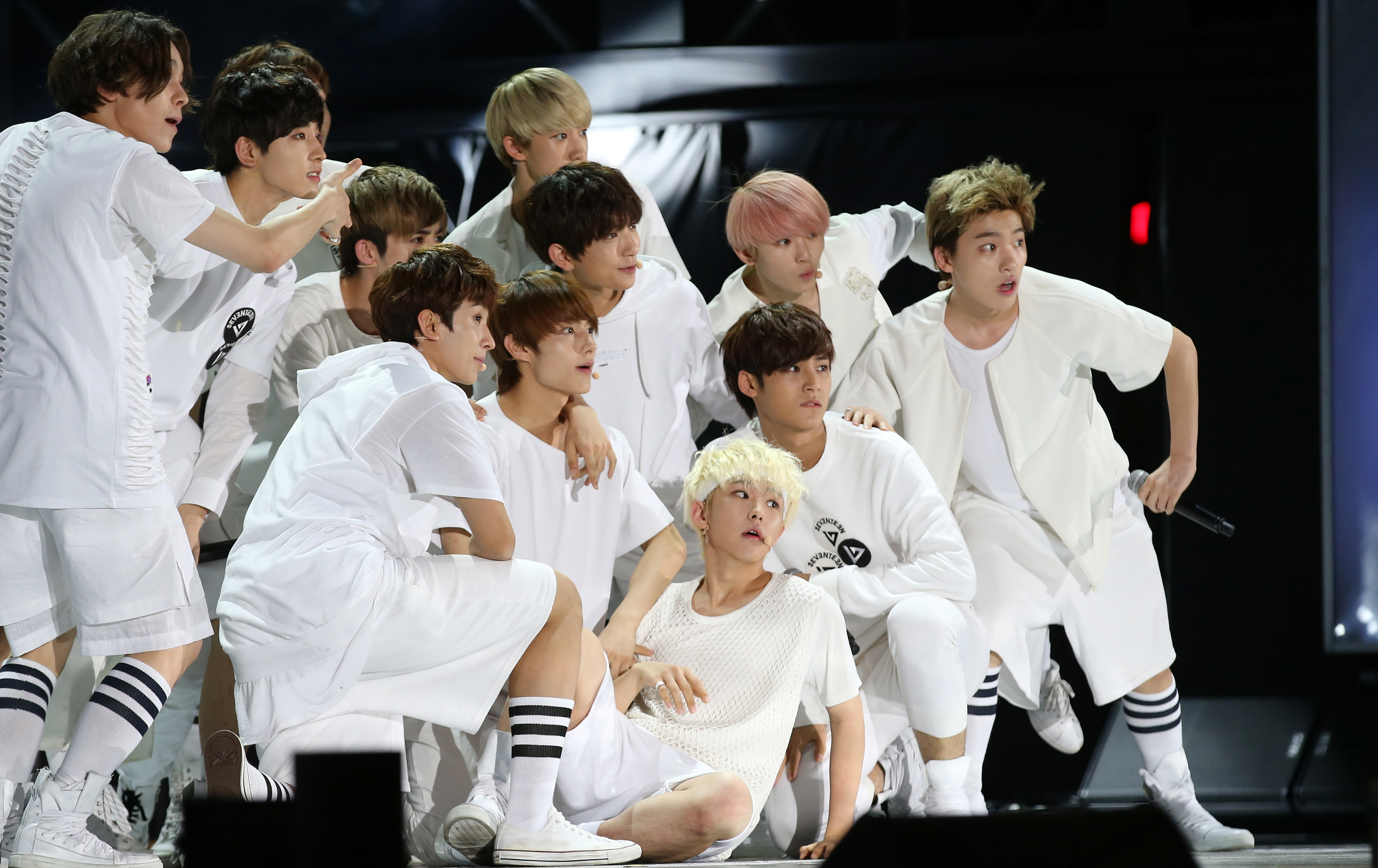
Seventeen se apresentando no Summer K-POP Festival 2015, no Seoul Plaza

Seventeen estreou em 26 de maio de 2015, com um showcase ao vivo, televisionado pela MBC. Eles se tornaram o primeiro grupo masculino de K-pop  a estrear com um showcase ao vivo de uma hora em um grande canal de transmissão, com suas companheiras de gravadora Lizzy e Raina do After School servindo como MC's. Três dias depois, seu primeiro extended play, 17 Carat, foi lançado digitalmente juntamente com o vídeo musical para sua faixa-título "Adore U". O álbum físico foi lançado em 2 de junho. O álbum alcançou a #9 posição no Billboard's World Albums uma semana após o seu lançamento e chegou ao oitavo, permanecendo na parada por um total de onze semanas. 17 Carat mais tarde se tornou o álbum mais antigo nos gráficos de K-pop do ano nos EUA e foi o único álbum de estreia a aparecer entre os "10 Melhores Álbuns de K-pop de 2015" da Billboard.
Em 10 de setembro de 2015, o segundo EP do Seventeen, Boys Be foi lançado em duas versões, juntamente com o vídeo musical da faixa-título, "Mansae". A pré-venda para Boys Be ultrapassou 30.000 cópias vendidas, confirmando a popularidade do grupo, uma vez que se tornou o álbum estreante mais vendido de 2015. O álbum estreou no número um no Billboard's World Albums Chart e o grupo ganhou prêmios no Golden Disk Awards, Seoul Music Awards e Gaon Chart K-Pop Awards. Seventeen foi o único grupo K-Pop a aparecer na lista "21 Under 21 2015: Music's Hottest Young Stars" da Billboard. Em 4 de dezembro do mesmo ano, um single digital intitulado "Q&A", foi lançado pelos membros S.Coups, Woozi e Vernon, com a cantora Ailee. Foi revelado que a canção havia sido criada por Woozi, muito antes do estreia do grupo. Seventeen realizou uma série de concertos em quatro dias intitulado 2015 Like Seventeen – Boys Wish a partir do dia 24 a 26 de dezembro como uma celebração de fim de ano em Yongsan Art Hall, em Seul, para a qual todos os ingressos foram vendidos dentro de um minuto. Após o sucesso do concerto, Seventeen realizou mais dois concertos em 13 e 14 de fevereiro de 2016 intitulado Like Seventeen – Boys Wish Encore Concert, que se esgotaram em cinco minutos. No segundo concerto o nome do fã-clube oficial, Carat (em coreano:  캐럿), foi anunciado.
O primeiro álbum de estúdio completo do Seventeen, Love & Letter, foi lançado no horário local a meia-noite de 25 de abril de 2016. O álbum foi lançado com duas versões Love e Letter, semelhante à seu álbum lançado anteriormente, Boys Be, que também teve duas versões. O álbum vendeu mais de 150.000 cópias em pré-venda - mais de quatro vezes a quantidade de pré-vendas para Boys Be - e alcançou a #1 posição no Oricon Weekly Pop Album Charts. O vídeo musical para a faixa-título, "예쁘다 (Pretty U)", foi lançado em 24 de abril, depois do showcase do grupo. O álbum estreou em primeiro lugar no Gaon Album Chart, e terceiro lugar no Billboard's World Albums Chart. Seventeen conseguiu sua primeira vitória em um programa musical em 4 de maio com "예쁘다 (Pretty U)". O álbum ficou em quarto lugar na parada de meio do ano de álbuns físicos do Gaon, sendo Seventeen o artista estreante mais bem sucedido na lista e à frente de muitos atos já estabelecidos na indústria musical.
Love & Letter foi re-lançado como o álbum 아주 Nice (Very Nice) em 4 de julho de 2016. O vídeo musical para a faixa-título, "Very Nice", atingiu um milhão de visualizações no prazo de 24 horas de seu lançamento. Desta vez, o membro Wonwoo não pôde participar devido a gastrite aguda, assim o grupo promoveu o álbum repaginado com 12 membros em vez de 13. As promoções são seguidas pelo concerto 1st Asia Tour 2016 Shining Diamonds, em agosto, que inclui apresentações no Japão, Singapura, Austrália e China. A turnê teve início na Coreia do Sul com 2016 Like Seventeen – Shining Diamond em 30 e 31 de julho, para os quais 13.000 ingressos foram vendidos dentro de minutos. Em 16 de outubro de 2016, foi lançado o primeiro álbum compilatório do grupo, intitulado 17 Hits, alcançando a #2 posição em Taiwan. No dia seguinte à meia-noite (KST), o grupo compartilhou um vídeo da música "Healing", uma das canções da versão repaginada de "Love & Letter".  Em 1 de novembro, o Hip-Hop Team do Seventeen lançou a canção Check In, depois de anúncios e teasers no dia anterior, como um prólogo para seu terceiro EP Going Seventeen, que foi lançado em 5 de dezembro em três versões: Make a Wish, Make it Happen e Make the Seventeen. O vídeo musical que acompanha a faixa-título 'Boom Boom' foi revelado pouco depois. O álbum estreou no topo da Gaon Album Chart, vendendo mais de 130.000 cópias em sua primeira semana.

### 2017–2019: Crescente popularidade,Teen, Age,An Odee reconhecimento internacional
Em 1 de janeiro de 2017 (KST), o Performance Team do Seventeen lançou um vídeo coreográfico para a canção "Highlight", de seu primeiro álbum Love & Letter (2016). O grupo realizou um total de seis concertos no Japão entre 15 e 24 de fevereiro de 2017, com o nome de 17 Japan Concert: Say The Name #Seventeen. Os concertos atraíram um total de 50 mil espectadores apesar do grupo não ter oficialmente estreado no Japão. Ainda em fevereiro a MBC anunciou a segunda temporada do programa One Fine Day, no qual os membros foram enviados para um local no Japão. O One Fine Day in Japan estreou em 1 de abril, fazendo do Seventeen o primeiro grupo a ter uma segunda temporada do show. Ainda em 1 de abril (KST), o grupo lançou um vídeo musical especial para "Smile Flower", uma balada retirada de seu mini-álbum Going Seventeen.

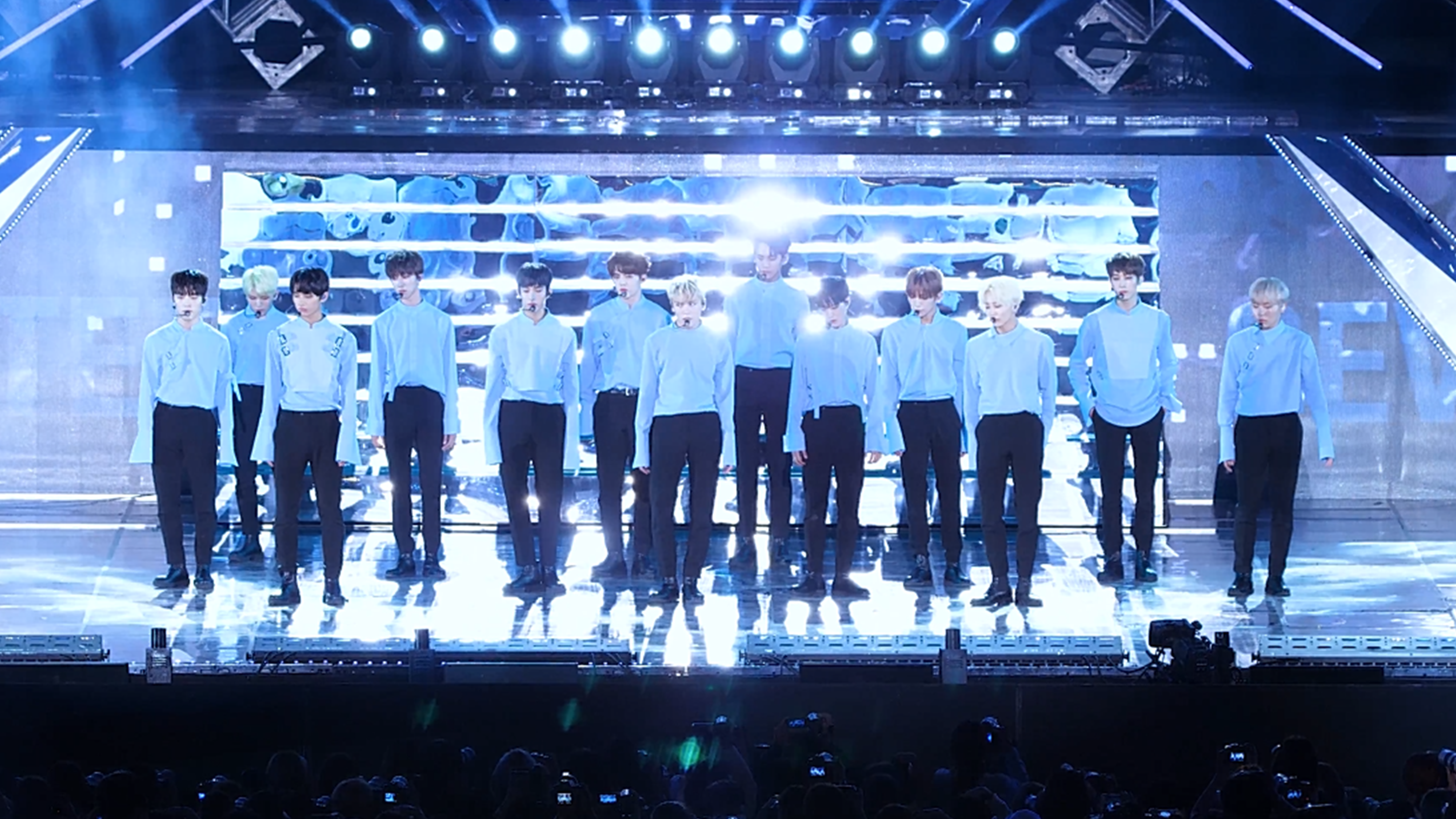
Seventeen apresentando "Don't Wanna Cry" no Dream Concert 2017

O quarto extended play do Seventeen, intitulado Al1, foi lançado em 22 de maio de 2017, juntamente com o vídeo musical da faixa-título "Don't Wanna Cry" (울고 싶지 않아). Após as promoções para o EP o grupo iniciou sua primeira turnê mundial, 2017 Seventeen 1st World Tour "Diamond Edge", visitando treze cidades, incluindo locais na América do Norte. Em agosto de 2017, o grupo conquistou o primeiro lugar no ranking diário da Oricon com o DVD "17 Japan Concert Say the Name SEVENTEEN", que foi gravado durante o concerto do grupo realizado no Japão na Arena Yokohama em fevereiro do mesmo ano. No mês seguinte foi lançado o vídeo musical da canção "MY I", interpretada por Jun e The8 em coreano e mandarim.
Em 17 de setembro de 2017, foi anunciado o lançamento da canção "Change Up", para o dia 25 de setembro, sendo interpretada pelos líderes S.Coups, Hoshi e  Woozi. Em 2 de outubro o Hip-Hop Team lançou a canção "Trauma". Em 9 de outubro o Performance Team lançou o vídeo musical da canção "Lilili Yabbay" (13월의 춤). O Vocal Team lançou o vídeo musical para "Pinwheel" (바람개비) em 16 de outubro (KST). O segundo álbum de estúdio do grupo, intitulado Teen, Age, teve seu lançado em 6 de novembro, juntamente com a faixa-título "Clap" (박수). O álbum vendeu mais de 215.000 cópias somente na primeira semana de lançamento, estabelecendo um novo recorde para o grupo. O grupo lançou um álbum especial em 5 de fevereiro de 2018, intitulado Director's Cut. Director's Cut contém todas as faixas do álbum anterior, Teen Age, mas é promovido como um álbum especial em vez de um repaginado devido à presença de quatro novas faixas, incluindo a faixa-título "Thanks". A canção alcançou o primeiro lugar nas paradas do iTunes em 29 países, incluindo países da América do Norte, América do Sul, Europa e Ásia. A revista Time nomeou Seventeen como um dos melhores grupos de K-pop durante este período de promoção.

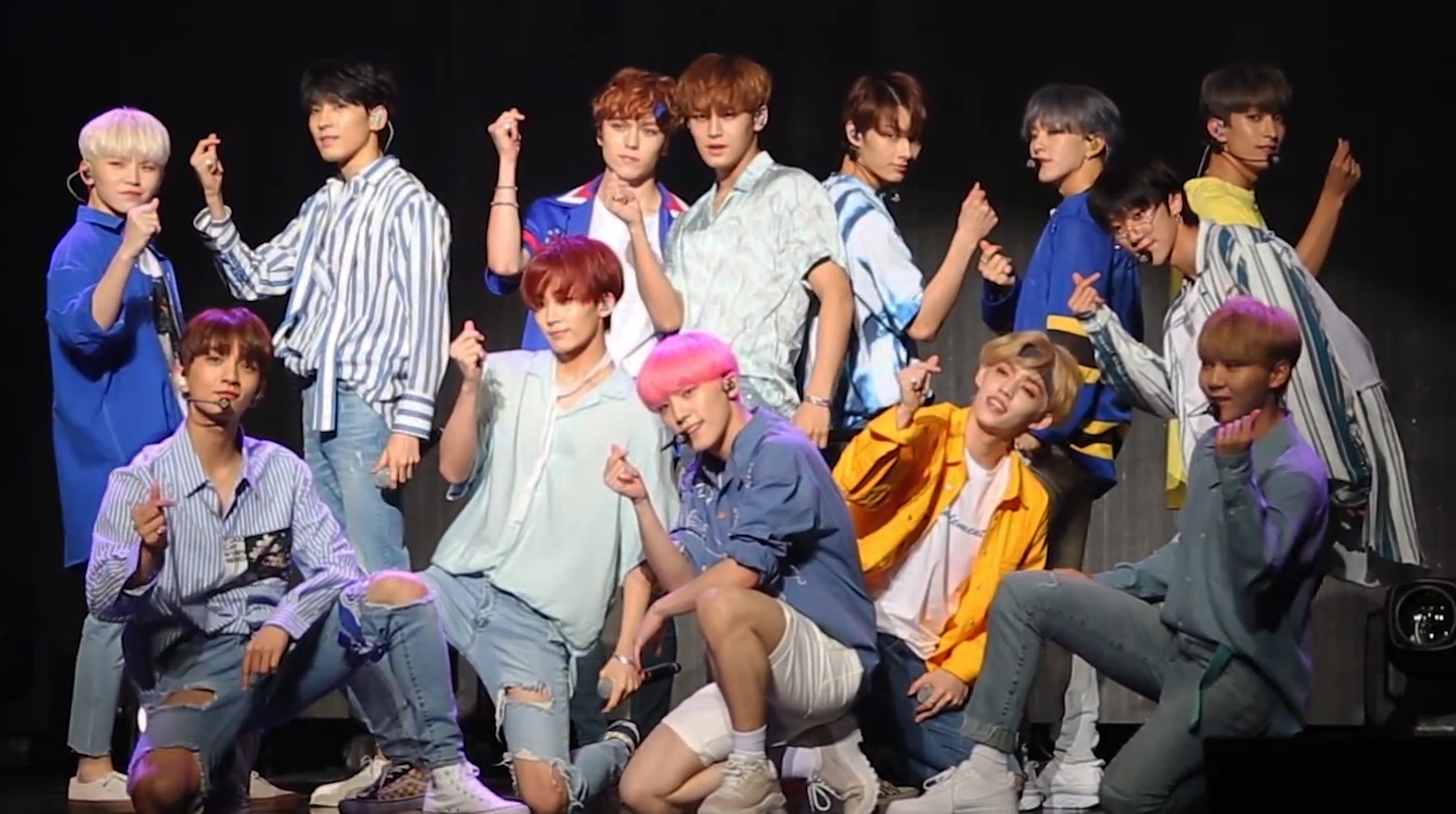
Seventeen durante o showcase do EP You Make My Day, em julho de 2018

O grupo lançou o vídeo musical da canção "Call, Call, Call!" em 16 de maio de 2018, como faixa título de seu primeiro extended play em japonês. O grupo fez sua estreia oficial no Japão em 30 de maio, com o mini-álbum We Make You. O álbum foi certificado com disco de ouro pela RIAJ por mais de 150 mil cópias vendidas em 2018. Seventeen lançou seu quinto extended play em coreano, You Make My Day, em 16 de julho de 2018 quebrando o recorde pessoal do grupo com o maior número de vendas na primeira semana após seu lançamento. As promoções para o EP ocorreram entre os shows da turnê Ideal Cut em Seul e os shows em outros países da Ásia. O álbum estrou na #1 posição da Gaon Album Chart e foi certificado com um disco de platina pela KMCA, por mais de 350 mil cópias vendidas. Em 13 de agosto, Seventeen lançou a canção "A-Teen", para a trilha sonora do web drama de mesmo nome, estreando na #17 posição na Gaon Digital Chart. Em 14 de dezembro, o grupo apresentou pela primeira vez ao público a canção "Getting Closer" (숨이 차) durante o 2018 Mnet Asian Music Awards em Hong Kong, tendo seu vídeo musical lançado em 21 de dezembro de 2018. A canção estreou na 86ª posição no Gaon Digital Chart.
Seventeen lançou seu sexto EP em coreano, You Made My Dawn, em 21 de janeiro de 2019. A faixa-título "Home" passou a ser considerada o lançamento mais popular até aquele momento, ganhando dez troféus em shows musicais semanais, além de estrear na 18ª posição no Gaon Digital Chart. O EP também alcançou duas coroas triplas que consistem em três vitórias consecutivas em qualquer show semanal de música, e um grand slam que consiste em ganhar troféus no Music Bank, Inkigayo, M Countdown, Show! Music Core ae Show Champion em um único período de promoção. You Made My Dawn é o álbum mais vendido do grupo até o momento, com mais de 400 mil cópias vendidas em apenas um mês de lançamento. Em 19 de maio, o grupo lançou a canção "9-TEEN" para a trilha sonora da série A-TEEN 2. Dez dias depois o Seventeen lançou o single japonês, "Happy Ending". O lançamento atingiu o primeiro lugar no Oricon Daily Singles Chart, e foi certificado com status de Platinum pela RIAJ.
Em 5 de agosto de 2019, o grupo lançou o single digital "Hit". O single foi um precursor do terceiro álbum de estúdio do grupo, An Ode, lançado em 16 de setembro, juntamente como o vídeo musical do segundo single do álbum, "독: Fear". An Ode foi o álbum mais vendido do grupo até aquele momento, vendendo mais de 700 mil cópias em sua primeira semana, e concedeu o primeiro 'daesang' ou 'grande prêmio' do grupo para o Álbum do Ano. Também foi aclamado pela crítica como o melhor álbum de K-Pop do ano pela Billboard, que declarou: "Ao longo de tudo, An Ode pode ter como alvo os ouvintes, mas é realmente uma homenagem aos pensamentos e à arte do Seventeen, e nos mostrou tudo como permanecer sincero com uma identidade enquanto ainda evolui. E é um clássico instantâneo do K-pop por causa disso."

### 2020–presente: Sucesso comercial e projetos 'Power of Love' e 'Team SVT', eFace the Sun
Em 1º de abril de 2020, o Seventeen lançou o single japonês "Fallin' Flower", que vendeu mais de 400 mil cópias em sua primeira semana e garantiu o primeiro lugar no Japan Hot 100 Chart da Billboard. Em 13 de maio, o Seventeen lançou Hit The Road, uma série de documentários postada em seu canal no YouTube, onda acompanha o grupo nos bastidores da turnê Ode to You. No início de junho de 2020, o grupo lançou o single "Us, Again" (우리, 다시). Em 12 de junho (KST) o grupo lançou o vídeo musical da canção "My My", que faz parte de seu sétimo EP, Heng:garæ, lançado em 22 de junho. O EP ultrapassou a marca de 1 milhão de cópias em menos de uma semana de lançamento, concedendo-lhes certificações das paradas Hanteo e Gaon. Heng:garæ também teve um bom desempenho global, ficando em primeiro lugar 27 paradas de álbuns mais populares do iTunes em todo o mundo. Em 7 de julho, Heng: garæ alcançou a primeira posição no Oricon Weekly Album Chart, fazendo do Seventeen o primeiro artista masculino estrangeiro a fazê-lo em 12 anos, quebrando o recorde anterior estabelecido pelos Backstreet Boys. O lançamento do EP foi acompanhado do vídeo musical de "Left & Right".
No início de setembro de 2020, o grupo lançou seu segundo EP em japonês, 24H. Eles foram o terceiro grupo a chegar no número um no Oricon Weekly Album Chart com quatro álbuns consecutivos, um feito que havia sido alcançado pela última vez em 1977 pela banda de pop rock escocesa Bay City Rollers. Em 9 de outubro, 24H ganhou a certificação de platina pela RIAJ por suas mais de 250 mil cópias vendidas. Em 19 de outubro de 2020, Seventeen lançou o EP em coreano Semicolon, acompanhado do single "Home;Run". O EP ganhou as manchetes antes de seu lançamento depois que foi relatado que mais de um milhão de cópias foram vendidas em sua pré-venda, se tornando o segundo álbum do grupo a atingir a marca de um milhão.

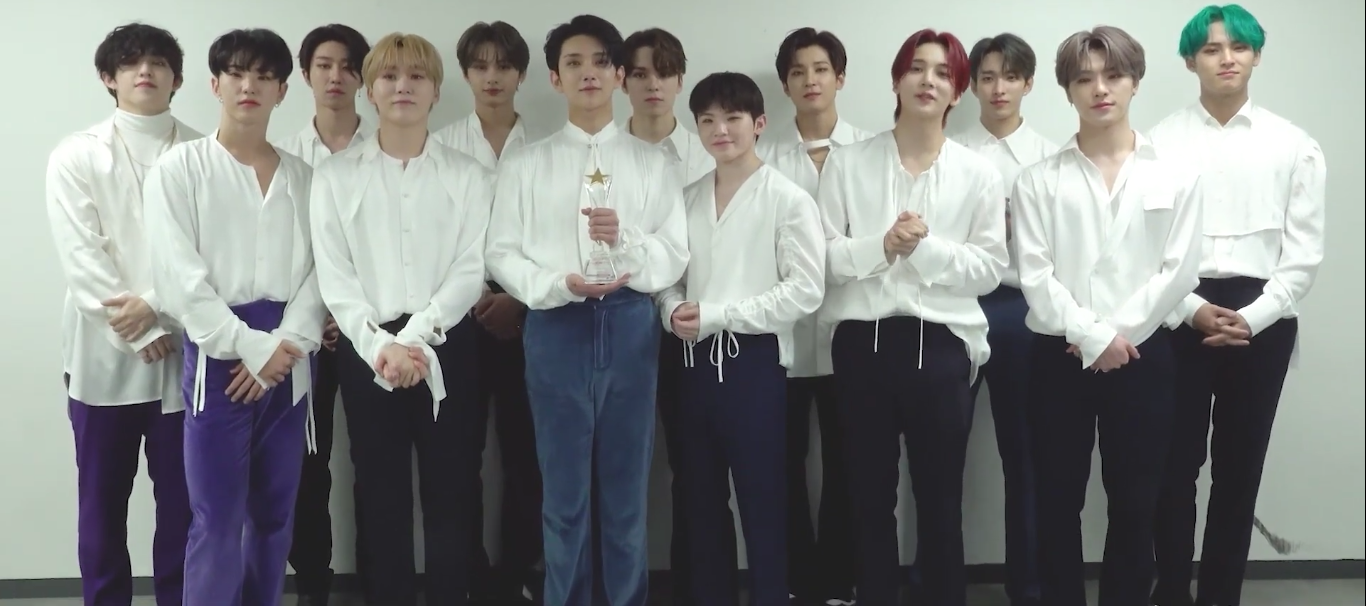
Seventeen após receber o prêmio de 'Melhor Artista – Japão' no 5th Top Ten Awards

Em janeiro de 2021, Seventeen fez sua estreia na televisão americana no programa da CBS The Late Late Show with James Corden, que foi ao ar no dia 6, apresentando o single "Home; Run". O vídeo da performance foi lançado em seu canal oficial do YouTube e rapidamente ultrapassou 1 milhão de visualizações em apenas um dia e recebeu uma resposta calorosa em todo o mundo. Em 13 de janeiro, Seventeen apresentou "Left & Right" no The Kelly Clarkson Show da NBC. Em 21 de abril do mesmo ano, o grupo lançou o single japonês "Not Alone". Em 14 de maio, "Not Alone" obteve uma certificação oficial dupla de platina da RIAJ depois de vender mais de 500 mil cópias e solidificou sua posição como um grupo de primeira linha global. Além disso, com as vendas de "Not Alone", Seventeen estabeleceu um novo recorde como o primeiro artista masculino estrangeiro na história a ultrapassar 200 mil cópias em sua primeira semana com três singles japoneses consecutivos. O single também ficou em primeiro lugar em 10 regiões do iTunes Song Chart em todo o mundo.
Em maio de 2021, o grupo anunciou a sua parceria com Geffen Records e Universal Music Group para distribuição internacional e nos EUA de suas músicas. Ainda em maio, o Seventeen anunciou seu projeto intitulado 'Power of Love' e o lançamento de seu oitavo EP Your Choice em 18 de junho, através de um vídeo de trailer conceitual. Abrindo o primeiro o projeto, foi lançado um single digital com dois membros da hip-hop unit, Wonwoo e Mingyu, intitulado "Bittersweet" (Feat. Lee Hi) em 28 de maio. Em 18 de junho de 2021, o grupo lançou o EP Your Choice, acompanhado do lead single "Ready to Love". Em 19 de julho, todos os membros do grupo renovaram seus contratos com a Pledis Entertainment. No início de setembro, foi anunciado que o Seventeen faria parceria com Cigna para ajudar os indivíduos a atingir seus objetivos. Por meio da plataforma de treinador de bem-estar pessoal TUNE H, visa introduzir o gerenciamento de exercícios, nutrição, sono e cuidados mentais para a geração mais jovem digitalmente. Em 22 de outubro do mesmo ano, Seventeen lançou seu nono EP, Attacca, acompanhado do lead single "Rock with You". Attacca vendeu 2 milhões de cópias, tornando-se o primeiro álbum duplo de milhões de vendas do grupo. Em 8 de dezembro de 2021, Seventeen lançou um single especial em japonês intitulado "Power of Love", com uma mensagem de apoio e cura de que a primavera chegará se todos tivermos o poder do amor, mesmo em uma situação fria e difícil como o inverno. Isso marcou o fim do projeto Power of Love.
Em 24 de março de 2022, Seventeen anunciou seu projeto 'Team SVT' antes de seu 6º encontro de fãs 'Seventeen in Caratland'. Eles lançaram seu novo logotipo após o fanmeeting de 3 dias. Em 15 de abril, o grupo lançou um single digital em inglês, ""Darl+ing"", como primeiro single de seu quarto álbum de estúdio, lançado em maio daquele ano. Eles também lançaram seu primeiro filme, Seventeen Power of Love: The Movie, nos cinemas mundiais em 20 e 23 de abril (excluindo França e Japão, onde foi lançado em 21 e 29 de abril, respectivamente). Nos dias 7 e 8 de maio, o Seventeen realizou seu fanmeeting japonês 'Hanabi' no Saitama Super Arena, sua primeira apresentação offline no país em dois anos e meio desde a turnê Ode to You em 2019.  Em 27 de maio foi lançado o quarto álbum de estúdio do grupo, Face the Sun, com o lead single "Hot". Ainda em maio, a Pledis Entertainment anunciou que o Seventeen embarcaria em sua terceira turnê mundial "Be the Sun", começando com o Gocheok Sky Dome em Seul de 25 a 26 de junho de 2022. Em junho, a gravadora do grupo anunciou a adição de mais shows asiáticos em Jacarta (24 a 25 de setembro), Bangkok (1 a 2 de outubro), Manila (8 a 9 de outubro) e Cingapura (13 de outubro). Em junho de 2022, a Pledis Entertainment anunciou que "'SEVENTEEN WORLD TOUR [BE THE SUN] - JAPAN' foi confirmado. Começando em Osaka de 19 a 20 de novembro, eles se apresentarão em Tóquio de 26 a 27 de novembro e em Aichi em dezembro 3-4.
Em 18 de julho de 2022, Seventeen lançou o repackage de seu quarto álbum de estúdio, Sector 17, junto com seu primeiro single "World".

## Subunidade
Em 13 de março de 2018, foi anunciado que os membros Hoshi, DK e Seungkwan estreariam como uma subunidade chamada BooSeokSoon (também estilizado como BSS), um apelido comum para os três membros juntos. A subunidade lançou seu single de estreia, "Just Do It", em 21 de março.

## Integrantes
Hip-Hop Team
- S.Coups (em coreano:  에스.쿱스), nascido Choi Seung-cheol (em coreano:  최승철) em Daegu, Gyeongsang do Norte, Coreia do Sul em 8 de agosto de 1995 (29 anos). É o Líder do grupo e do Hip-Hop Team.[152]
- Wonwoo (em coreano:  원우), nascido Jeon Won-woo (em coreano:  전원우) em Changwon, Gyeongsangnam, Coreia do Sul em 17 de julho de 1996 (29 anos).
- Mingyu (em coreano:  민규), nascido Kim Min-gyu (em coreano:  김민규) em Anyang-si, Gyeonggi-do, Coreia do Sul em 6 de abril de 1997 (28 anos). É o Visual do grupo.[153]
- Vernon (em coreano:  버논) nascido Hansol Vernon Chwe (em coreano:  한솔 버논 최)[154] em Nova Iorque, Estados Unidos em 18 de fevereiro de 1998 (27 anos).[155] Seu nome coreano é Choi Han-sol (em coreano:  최한솔).[156]

Vocal Team
- Woozi (em coreano:  우지), nascido Lee Ji-hoon (em coreano:  이지훈) em Busan, Coreia do Sul em 22 de novembro de 1996 (28 anos). É o Líder do Vocal Team e o produtor musical do grupo.[157]
- Jeonghan (em coreano:  정한), nascido Yoon Jeong-han (em coreano:  윤정한) em Seul, Coreia do Sul em 4 de outubro de 1995 (29 anos).[158]
- Joshua (em coreano:  조슈아), nascido Joshua Jisoo Hong (em coreano:  조슈아 지수 홍)[159] em Los Angeles, California, Estados Unidos em 30 de dezembro de 1995 (29 anos).[160] Seu nome coreano é Hong Ji-soo (em coreano:  홍지수).[161] É o Visual do Vocal Team.[160]
- DK também conhecido como Dokyeom (em coreano:  도겸), nascido Lee Seok-min (em coreano:  이석민) em Yongin-si, Gyeonggi-do,[162] Coreia do Sul em 18 de fevereiro de 1997 (28 anos).[163]
- Seungkwan (em coreano:  승관), nascido Boo Seung-kwan (em coreano:  부승관) em Jeju-do, Coreia do Sul em 16 de janeiro de 1998 (27 anos).[164]

Performance Team
- Hoshi (em coreano:  호시), nascido Kwon Soon-young (em coreano:  권순영) em Namyangju-si, Gyeonggi-do, Coreia do Sul em 15 de junho de 1996 (29 anos). É o Líder do Performance Team e coreógrafo do grupo.[165]
- Jun (em coreano:  준), nascido Wen Junhui (em chinês:  文俊辉; em coreano:  문준휘) em Shenzhen, China em 10 de junho de 1996 (29 anos). Seu nome coreano é Moon Joon-hwi (em coreano:  문준휘).[166] É o Visual do Performance Team.[167]
- The8 (em coreano:  디에잇), nascido Xu Minghao (em chinês:  徐明浩; em coreano:  서명호) em Anshan, Liaoning, China em 7 de novembro de 1997 (27 anos).[168] Seu nome coreano é Seo Myung-ho (em coreano:  서명호).[169]
- Dino (em coreano:  디노), nascido Lee Chan (em coreano:  이찬) em Iksan-si, Jeollabuk-do, Coreia do Sul em 11 de fevereiro de 1999 (26 anos).[170] É o Maknae do grupo.

## Discografia
- Love & Letter (2016)
- Teen, Age (2017)
- An Ode (2019)
- Face the Sun (2022)

## Filmografia

### Filmes
| Ano  | Título                             | Papel       | Nota(s)               | Ref.            |
| ---- | ---------------------------------- | ----------- | --------------------- | --------------- |
| 2022 | Seventeen Power of Love: The Movie | Eles mesmos | Documentário/Concerto | [ 171 ] [ 172 ] |

### Televisão
| Ano  | Título                                       | Ref.            |
| ---- | -------------------------------------------- | --------------- |
| 2015 | Big Debut Plan                               | [ 9 ]           |
| 2016 | Seventeen's One Fine Day                     | [ 173 ]         |
| 2017 | Seventeen's One Fine Day in Japan            | [ 174 ]         |
| 2018 | SVT Club                                     | [ 175 ]         |
| 2021 | Going Seventeen: Treasure Island: 13 Raiders | [ 176 ]         |
| 2021 | In the SOOP SVT ver.                         | [ 177 ]         |
| 2022 | HYBE JAPAN TV                                | [ 178 ] [ 179 ] |

## Turnês
- Seventeen 1st Asia Tour 2016 Shining Diamonds (2016)
- 2017 Seventeen 1st World Tour "Diamond Edge" (2017)
- Seventeen 2018 Japan Arena Tour 'SVT' (2018)
- Ideal Cut (2018)
- Ode to You (2019–2020)
- Be the Sun (2022)
- Follow (2023)

## Liçações externas
- «Seventeen» (em coreano). Página oficial